# 6 Pułk Ułanów Kaniowskich
6 Pułk Ułanów Kaniowskich (6 puł.) – oddział kawalerii Wojska Polskiego II RP.
6 pułk ułanów nawiązywał do tradycji 6 pułku ułanów II Korpusu Polskiego i pułku kawalerii przy 4 Dywizji Strzelców Polskich gen. Lucjana Żeligowskiego; brał udział w szarży pod Jazłowcem. Jego pokojowym garnizonem był Stanisławów. Swoje święto obchodził 11 maja w rocznicę szarży pod Kaniowem.

## Formowanie i walki pułku
Pułk powstał w 1917 w ramach II Korpusu Polskiego w Rosji. Przestał istnieć 12 maja 1918 po bitwie z Niemcami pod Kaniowem. 18 listopada 1918 generał Bolesław Roja polecił rotmistrzowi Ryszardowi Gieszkowskiemu-Wolff-Plottegg zorganizować w Rzeszowie pułk ułanów Ziemi Rzeszowskiej (1 i 2 szwadron) i w Jarosławiu (3 szwadron). Na stanowisko dowódcy 3 szwadronu został wyznaczony rotmistrz Stanisław Riess de Riesenhorst. Pułk miał być organizowany na bazie c. i k. pułków ułanów nr 3 i 6. 
Pułk został ponownie sformowany w grudniu 1918. Powstał z połączenia 6 pułku ułanów Jazdy Lwowskiej z 6 pułkiem ułanów zorganizowanym w Odessie.
Pułk nawiązywał do tradycji 6 pułku ułanów Księstwa Warszawskiego i 6 pułku ułanów Dzieci Warszawskich walczącego w wojnie z Rosją w 1831.
Pułk brał udział w wojnie z bolszewikami walcząc pod Michnowem, Zasławiem, Nowo Konstantynowem, Kumanowicami i Łysą Górą.
| Obsada personalna pułku w 1920 | Obsada personalna pułku w 1920          |
| Stanowisko                     | Stopień, imię i nazwisko                |
| ------------------------------ | --------------------------------------- |
| Dowódca pułku                  | mjr/ppłk Stefan Cieński                 |
| Dowódca pułku                  | ppłk Stefan Grabowski                   |
| Adiutant pułku                 | ppor. Jerzy Kwiatkowski                 |
| Lekarz                         | por. lek. Ozjasz Feig                   |
| Lekarz wet.                    | rtm. lek. wet. Jan Zawidzki             |
| Lekarz wet.                    | por. podlek./lek. wet. Antoni Piskozub  |
| Dowódca I dywizjonu            | rtm. Gustaw Zawadzki                    |
| Dowódca I dywizjonu            | ppłk Stanisław Pomiankowski             |
| Dowódca I dywizjonu            | mjr Stanisław Mueller                   |
| Dowódca II dywizjonu           | rtm./ppłk Stanisław Pomiankowski        |
| Dowódca II dywizjonu           | mjr Roman Safar                         |
| Dowódca 1 szwadronu            | por. Marian Kołaczkowski (ranny 20 VII) |
| Dowódca 1 szwadronu            | por. Jerzy Kwiatkowski (ranny 24 VII)   |
| Dowódca 1 szwadronu            | rtm. Eugeniusz Kownacki                 |
| Dowódca 2 szwadronu            | rtm. Witold Cieśliński                  |
| Dowódca plutonu                | ppor. Adam Heydil                       |
| Dowódca plutonu                | ppor. Józef Hohendorff                  |
| Dowódca plutonu                | ppor. Witold Vogtman                    |
| Dowódca 3 szwadronu            | por./rtm. Henryk Adamkiewicz            |
| Dowódca 3 szwadronu            | rtm. Kazimierz Grocholski               |
| Dowódca 3 szwadronu            | wz por. Wacław Pasterczyk               |
| Dowódca 3 szwadronu            | wz ppor. Adam Gołębski                  |
| Dowódca 1 plutonu              | ppor. Witold Sulimirski († 23 IX)       |
| Dowódca plutonu                | pchor. Edward Rozwadowski               |
| Oficer szwadronu               | por. Harliczek                          |
| Oficer szwadronu               | ppor. Antoni Łączyński                  |
| Oficer szwadronu               | pchor. Aleksander Swieykowski           |
| Dowódca 4 szwadronu            | rtm. Eryk Pfann                         |
| Dowódca plutonu                | ppor. Stanisław Cieński                 |
| Dowódca szwadronu km           | rtm. Oskar Statkiewicz                  |
| Dowódca plutonu                | ppor. Edmund Krzyżanowski               |
| Dowódca plutonu                | ppor. Zbigniew Turski                   |
| Dowódca plutonu                | ppor. Franciszek Heydil                 |
| Oficer pułku                   | rtm. Kazimierz Suski                    |
| Oficer pułku                   | rtm. Otton Weldon                       |
| Oficer pułku                   | por. Jan Czecza                         |
| Oficer pułku                   | ppor./por. Bohdan Jakubowski († 14IV)   |
| Oficer pułku                   | ppor. Teodor Kotowicz                   |
| Oficer pułku                   | ppor. Paciorkowski                      |
| Oficer pułku                   | ppor. Karol Rudnicki                    |
| Oficer pułku                   | ppor. Józef Rybka                       |
| Oficer pułku                   | ppor. Andrzej Sapieha                   |
| Oficer pułku                   | ppor. Tadeusz Wiśniewski                |

### Mapy walk pułku

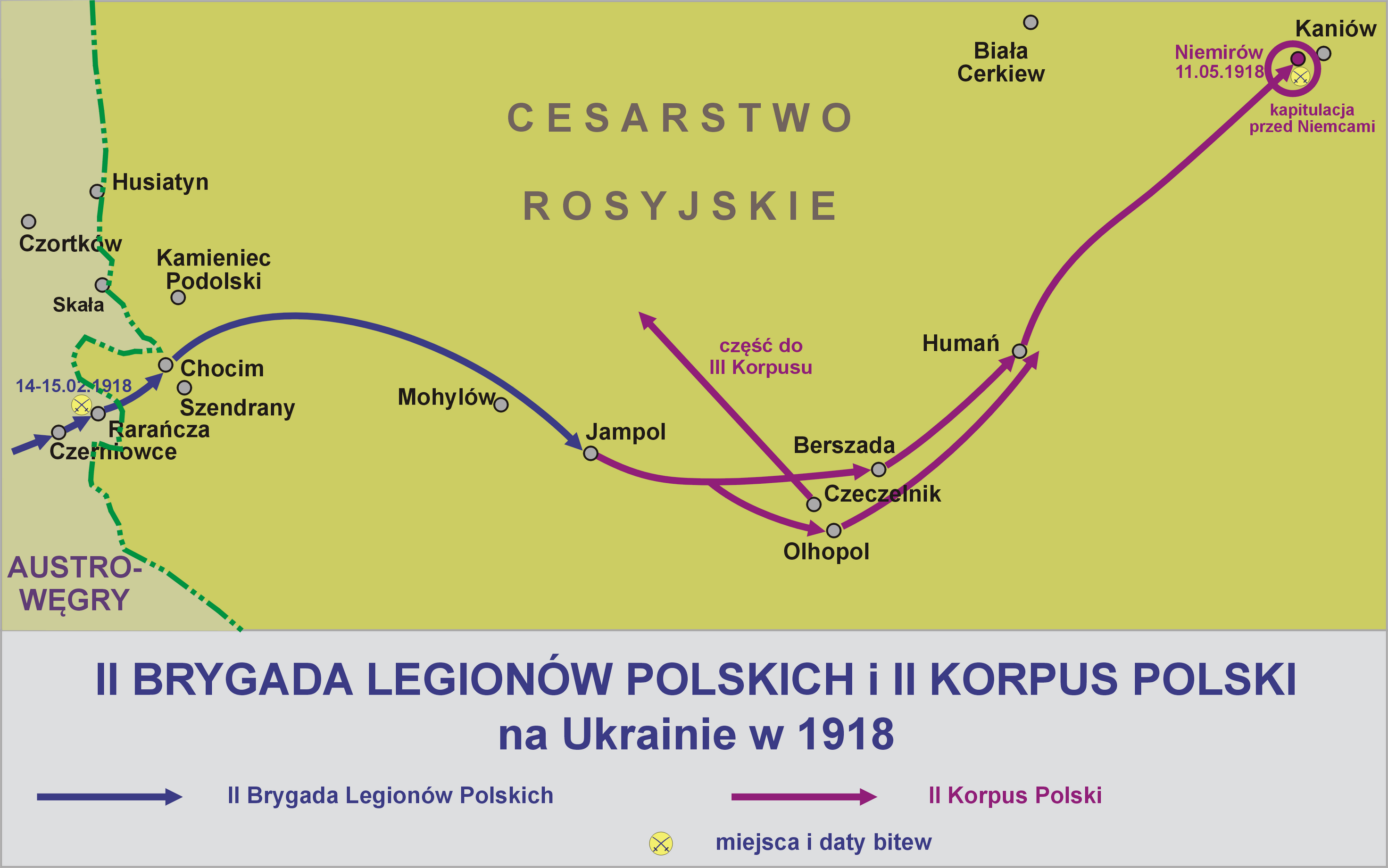
w składzie II KP
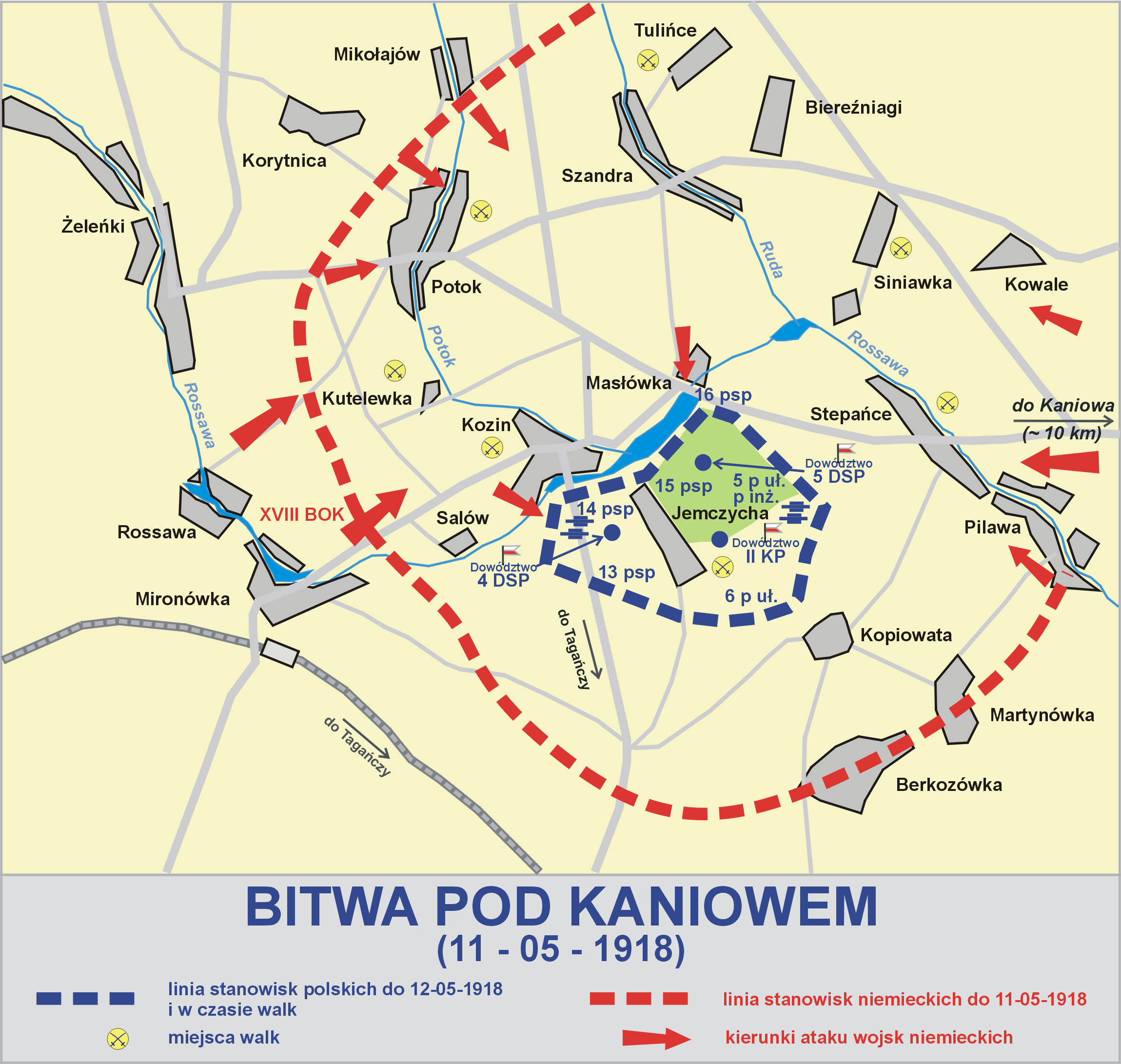
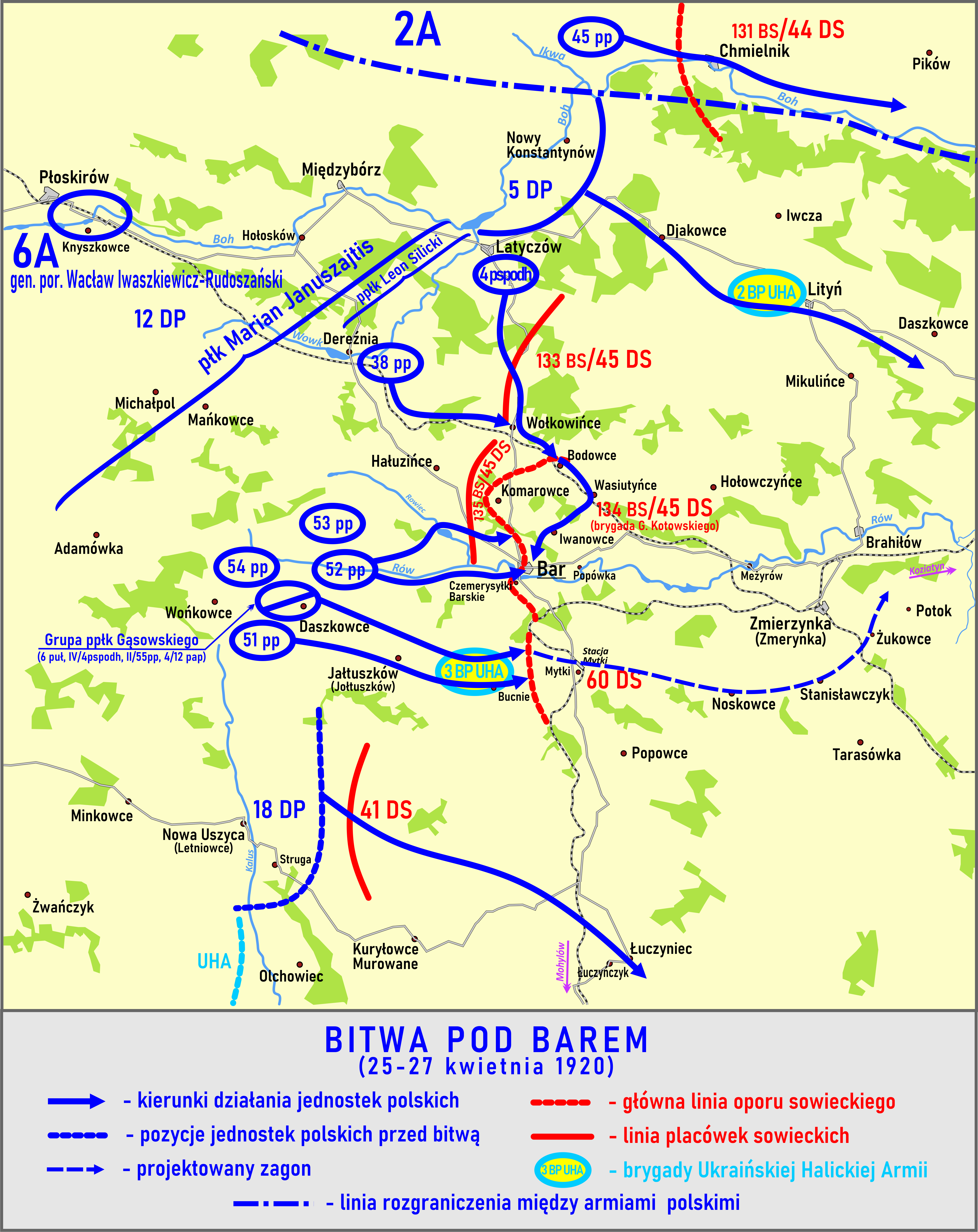
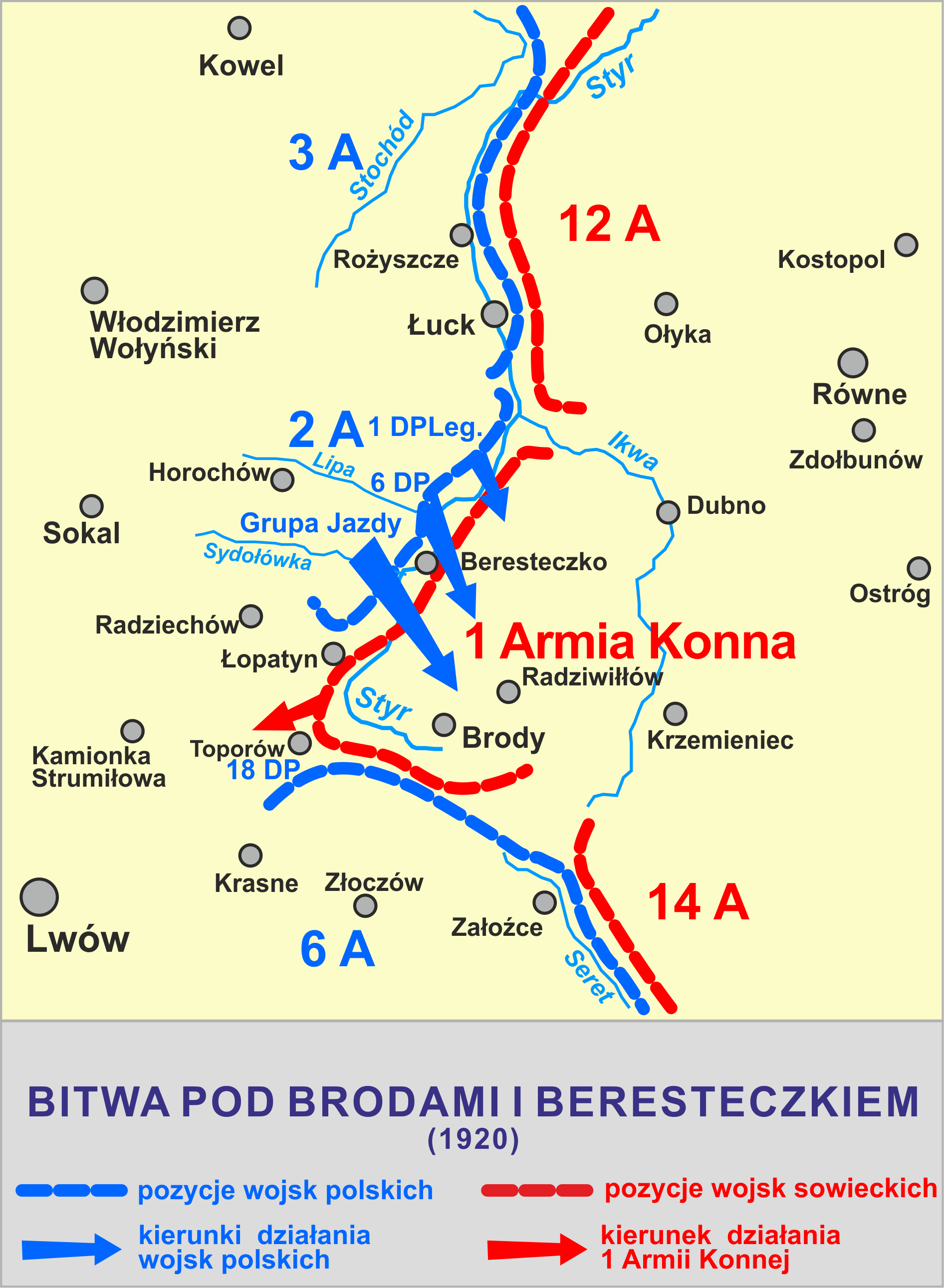
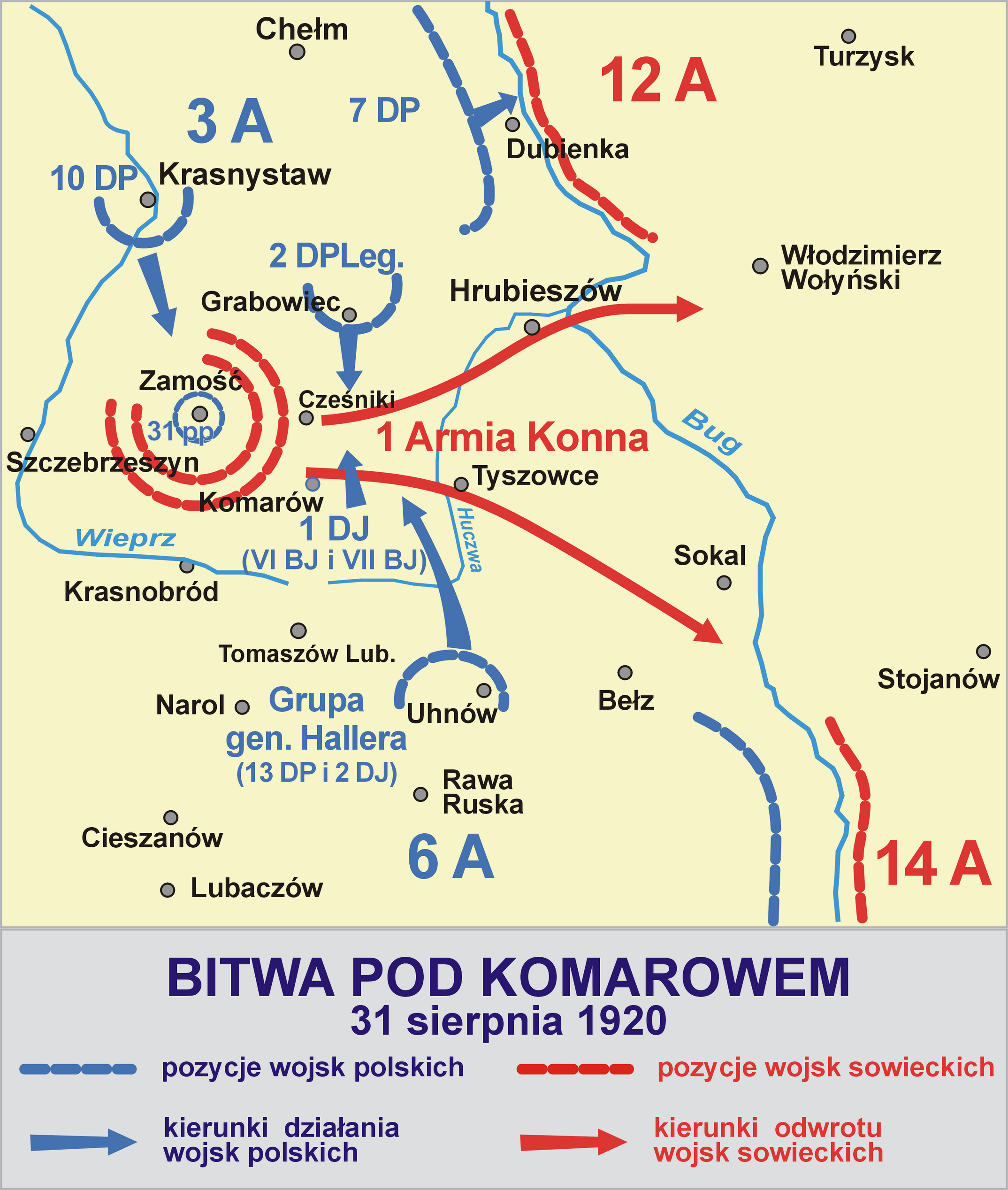
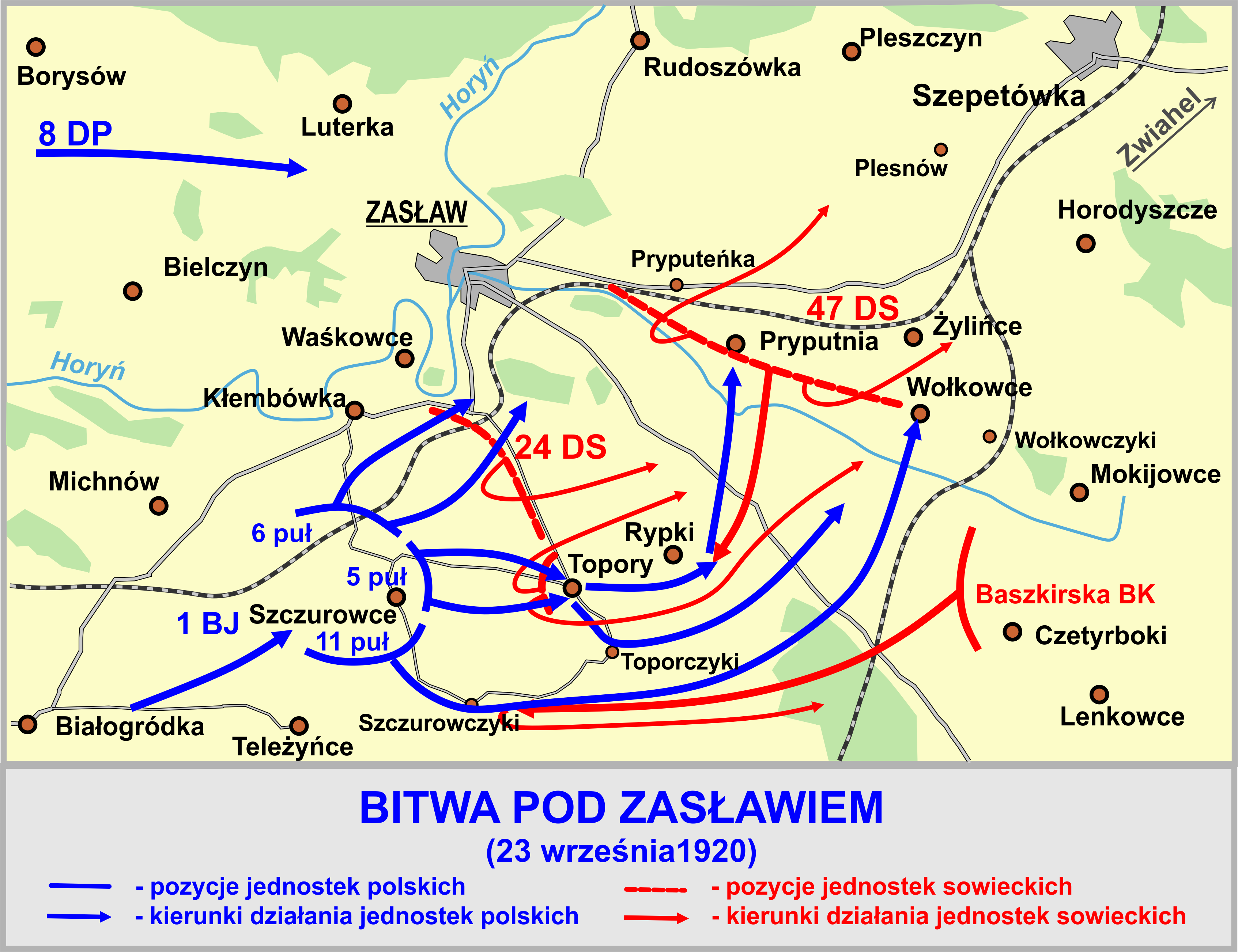

### Kawalerowie Virtuti Militari
| Żołnierze pułku odznaczeni Krzyżem Srebrnym Orderu Wojskowego Virtuti Militari za wojnę 1918–1920 | Żołnierze pułku odznaczeni Krzyżem Srebrnym Orderu Wojskowego Virtuti Militari za wojnę 1918–1920 | Żołnierze pułku odznaczeni Krzyżem Srebrnym Orderu Wojskowego Virtuti Militari za wojnę 1918–1920 |
| ------------------------------------------------------------------------------------------------- | ------------------------------------------------------------------------------------------------- | ------------------------------------------------------------------------------------------------- |
| rtm. Henryk Adamkiewicz                                                                           | plut. Stanisław Berowski                                                                          | ułan Stanisław Bronikowski                                                                        |
| rtm. Witold Cieśliński nr 45                                                                      | plut. Kasper Dubaj                                                                                | ułan Franciszek Gnyp nr 3102                                                                      |
| rtm. Kazimierz Grocholski                                                                         | plut. Maksymilian Klimczuk                                                                        | rtm. Marian Kołaczkowski                                                                          |
| ułan Jakub Kowalski                                                                               | ułan Kazimierz Kubicz                                                                             | ułan Józef Mazurkiewicz                                                                           |
| plut. Paweł Mech                                                                                  | kpr. Jan Młynarczyk                                                                               | ułan Andrzej Pomarański                                                                           |
| ś.p. por. Franciszek Sawicki                                                                      | st. ułan Henryk Sikorski                                                                          | ś.p. plut. Zygmunt Szpiegel nr 3494                                                               |
| ś.p. por. Witold Sulimirski nr 904                                                                | wachm. Karol Śliwiński nr 3493                                                                    | por. Aleksander Świeykowski nr 3492                                                               |
| plut. Ludwik Tworek nr 3497                                                                       | kpr. Franciszek Wąchała nr 3511                                                                   | kpr. Józef Wnuk nr 3498                                                                           |

## Pułk w okresie pokoju
Po zakończeniu wojny polsko-bolszewickiej pułk pozostawał na linii demarkacyjnej. 26 stycznia 1921 pomaszerował do rejonu Ożydowa, gdzie pozostawał w odwodzie 6 Armii. 14 maja 1921 pułk odjechał z Ożydowa transportem kolejowym do Stanisławowa. Do czasu zakończenia pełnego remontu koszar pododdziały stacjonowały w okolicznych wsiach. W latach 1921–1924 pułk wchodził w skład VI Brygady Jazdy, a wraz ze zmianą terminu „jazda” na „kawaleria" wszedł w skład 6 Samodzielnej Brygady Kawalerii. Wiosną 1937 brygada ta została przeformowana w Podolską Brygadę Kawalerii, a 6 pułk Ułanów Kaniowskich pozostał w jej składzie.
Koszary
Od 14 maja 1921 pułk stacjonował w Stanisławowie, w poaustriackim kompleksie koszarowym, w jego zachodniej części. Ze względu na duże zniszczenia, kontynuowano remont koszar jeszcze przez pewien czas po przyjeździe 6 pułku ułanów. Z początkiem 1922 w Stanisławowie stacjonowały jedynie szwadrony: ckm i techniczny oraz szkoła podoficerska i dowództwo pułku, a być może też również skadrowany szwadron zapasowy. W tym czasie 2. i 4 szwadron stacjonowały w Kołomyi, a 3 szwadron w Tłumaczu. 1 szwadron stacjonował w Rohatynie w „fatalnych warunkach kwaterunkowych”. Część żołnierzy spała na siennikach rozłożonych bezpośrednio na podłodze budynku szkolnego, pozostali zaś kwaterowali po zmieniających się co jakiś czas mieszkaniach prywatnych. Szwadron nie miał dostępu do łaźni, stajnie były urządzone prowizorycznie, a mały plac ćwiczeń uniemożliwiał szkolenie całego szwadronu naraz.

Wraz z ukończeniem remontu, do Stanisławowa przenoszone były detaszowane pododdziały. 26 stycznia 1922 przybył 3 szwadron z Tłumacza, a 29 marca szwadrony z Kołomyi. Te ostatnie weszły w budynki zajmowane wcześniej przez I/11 pap. 23 maja do Stanisławowa przybył 1 szwadron i od tego momentu cały 6 pułk Ułanów Kaniowskich stacjonował w jednym kompleksie koszarowym.
Dawne koszary 6 pułku Ułanów Kaniowskich to obecnie (2020) posesja przy ul. Nacjonalnoj Hwardji 3. Do dziś przetrwały dwa koszarowce. Są one zajmowane przez Wydział Podkarpacki Narodowej Akademii Spraw Wewnętrznych. W 2019 rozebrano podobny trzeci budynek koszarowy, stojący na posesji nr 14. W jego miejscu rozpoczęto budowę bloków mieszkalnych.
Konie
Konie starano się grupować według maści w poszczególnych pododdziałach według następującego schematu: 1 szwadron – jasnogniade, 2 szwadron – kare, 3 szwadron – kasztany, 4 szwadron – ciemnogniade, szwadron ciężkich karabinów maszynowych – poszczególne maści grupowane w ramach plutonów, pluton łączności – szpakowate, pluton trębaczy – konie siwe. W 1928 dokonano wymiany koni pomiędzy oddziałami brygady i w pułku zaczęła dominować maść gniada.

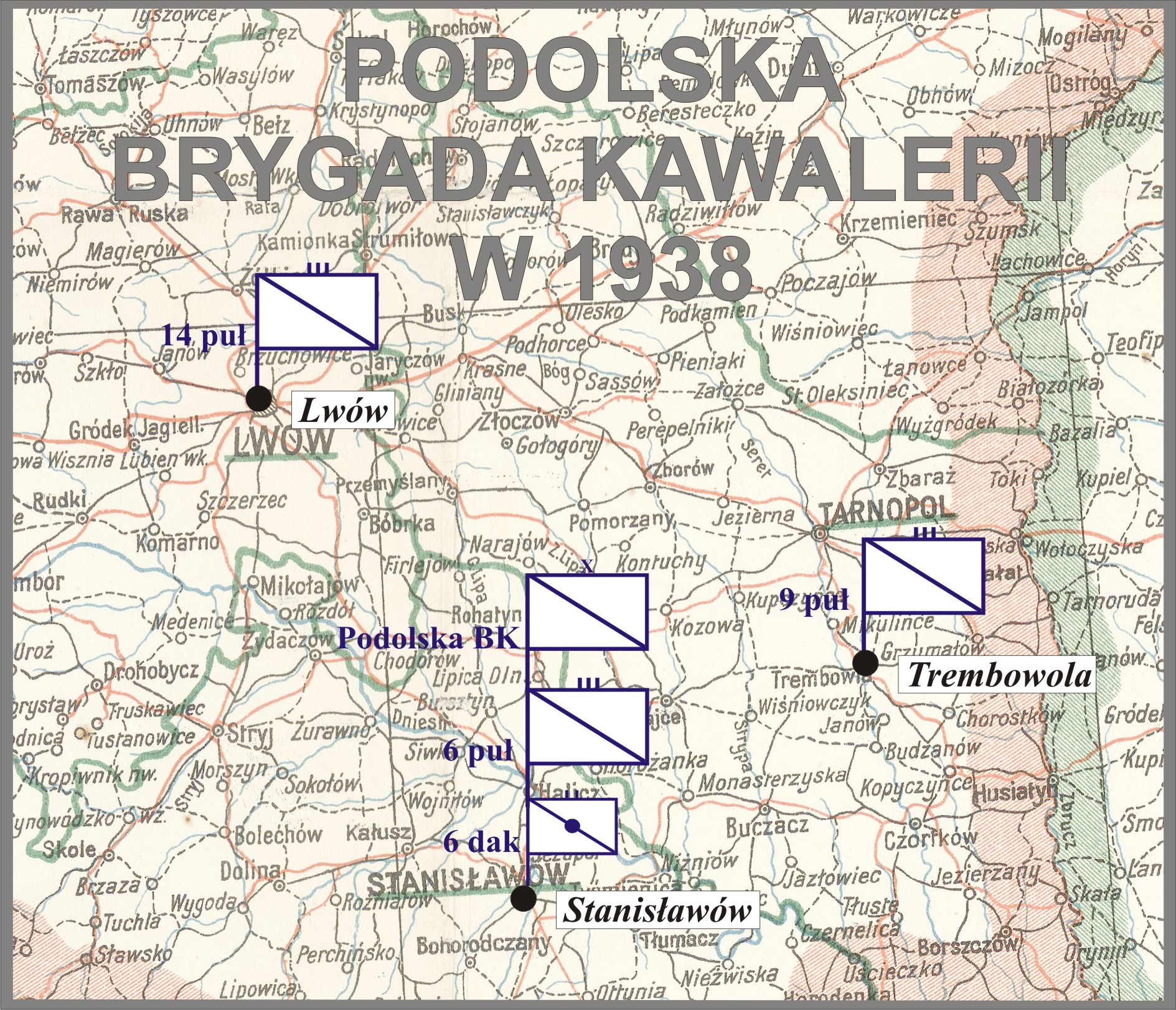
Podolska BK w 1938

| Pułk w planie mobilizacyjnym „S”            | Pułk w planie mobilizacyjnym „S” | Pułk w planie mobilizacyjnym „S” |
| Nazwa pododdziału                           | Miejsce mobilizacji              | Termin                           |
| ------------------------------------------- | -------------------------------- | -------------------------------- |
| dowódca pułku z drużyną                     | Stanisławów                      | alarm                            |
| pluton łączności                            | Stanisławów                      | alarm                            |
| 1÷4 szwadrony                               | Stanisławów                      | alarm                            |
| szwadron karabinów maszynowych              | Stanisławów                      | alarm                            |
| szwadron pionierów nr 108                   | Stanisławów                      | alarm                            |
| szwadron kawalerii nr 41                    | Stanisławów                      | 7                                |
| pluton ckm nr 41                            | Stanisławów                      | 7                                |
| Kwatera Główna nr 106 (I eszelon)           | Stanisławów                      | alarm                            |
| Kwatera Głowna nr 106 (II eszelon)          | Stanisławów                      | 4                                |
| poczta polowa nr 44                         | Stanisławów                      | 4                                |
| Sąd polowy nr 106                           | Stanisławów                      | 4                                |
| uzupełnienie do czasu „W”                   | Stanisławów                      | 5                                |
| kolumna taborowa nr 674                     | Stanisławów                      | 6                                |
| kolumna taborowa nr 663                     | Stanisławów                      | 8                                |
| kolumna taborowa nr 681                     | Stanisławów                      | 12                               |
| kolumna taborowa nr 664                     | Stanisławów                      | 8                                |
| uzupełnienie dla szwadronu pionierów nr 108 | Stanisławów                      | 5                                |
| szwadron marszowy 1/6 puł.                  | Stanisławów                      | 18                               |
| pluton marszowy nr 1/41                     | Stanisławów                      | 30                               |
| szwadron zapasowy                           | Stanisławów                      | alarm-15                         |
| PKU Buczacz                                 | Buczacz                          | 2                                |
| pluton marszowy szw. pionierów nr 1/108     |                                  |                                  |

| Obsada personalna i struktura organizacyjna w marcu 1939 | Obsada personalna i struktura organizacyjna w marcu 1939 |
| Stanowisko                                               | Stopień, imię i nazwisko                                 |
| -------------------------------------------------------- | -------------------------------------------------------- |
| dowódca pułku                                            | płk Stefan Juliusz Marian Liszko                         |
| I zastępca dowódcy                                       | ppłk Włodzimierz Gilewski                                |
| adiutant                                                 | p.o. chor. Tadeusz Antoni Brablec                        |
| naczelny lekarz medycyny                                 | kpt. dr Franciszek Jakóbczak                             |
| starszy lekarz weterynarii                               | mjr Antoni Piskozub                                      |
| II zastępca dowódcy (kwatermistrz)                       | mjr Zenon Jan Słowiński                                  |
| oficer mobilizacyjny                                     | mjr Władysław Letyński                                   |
| zastępca oficera mobilizacyjnego                         | rtm. adm. (kaw.) Stanisław Stankiewicz                   |
| oficer administracyjno-materiałowy                       | rtm. Jan Jarosław Nowakowski                             |
| oficer gospodarczy                                       | kpt. int Jan I Ostrowski                                 |
| oficer żywnościowy                                       | por. Gustaw Goltz                                        |
| dowódca plutonu łączności                                | por. Stanisław Kaczorowski                               |
| dowódca plutonu kolarzy                                  | vacat                                                    |
| dowódca plutonu ppanc.                                   | por. Feliks Szymański                                    |
| dowódca 1 szwadronu                                      | por. Alfons Stanisław Rogowski                           |
| dowódca plutonu                                          | ppor. Stanisław Bentkowski                               |
| dowódca plutonu                                          | chor. Mikołaj Stanisław Buczak                           |
| dowódca 2 szwadronu                                      | p.o. por. Wacław Jankowski                               |
| dowódca plutonu                                          | ppor. Tadeusz Antoni Czesław Dietrich                    |
| dowódca 3 szwadronu                                      | rtm. dypl. Andrzej Hlawaty                               |
| dowódca plutonu                                          | por. Zbigniew Jan Bojanowski                             |
| dowódca plutonu                                          | por. Leopold Cyryl Hrycek                                |
| dowódca 4 szwadronu                                      | rtm. Stefan Kajderowicz                                  |
| dowódca plutonu                                          | por. Ernest Henryk Muller                                |
| dowódca plutonu                                          | ppor. Zdzisław Bronisław Ekkert                          |
| dowódca szwadronu km                                     | rtm. Władysław I Domiszewski                             |
| dowódca plutonu                                          | por. Lucjan Marchewka                                    |
| dowódca plutonu                                          | ppor. Zbigniew Dziekoński                                |
| dowódca szwadronu zapasowego                             | rtm. Władysław Trzecieski                                |
| zastępca dowódcy                                         | vacat                                                    |
| na kursie                                                | rtm. Józef Staniszewki                                   |
| na kursie                                                | por. Eugeniusz Niemirowski                               |
| Szkoła podoficerska ckm Podolskiej BK                    |                                                          |
| komendant szkoły                                         | rtm. Czesław Pomorski                                    |

## 6 puł. w kampanii wrześniowej

### Mobilizacja
6 pułk ułanów rozpoczął mobilizację alarmową w dniu 27 sierpnia o godz.18.00 w Stanisławowie w grupie zielonej. W trakcie mobilizacji alarmowej zmobilizowano:
- 6 pułk ułanów w organizacji wojennej i na etatach wojennych, w czasie od Z+24 do Z+36,
- szwadron pionierów nr 6, w czasie Z+36,
- szwadron łączności nr 6, w czasie Z+36,
- pluton sanitarny konny typ I nr 86, w czasie Z+42,
- kolumna taborowa kawaleryjska typ II nr 641, w czasie A+48.

W I rzucie mobilizacji powszechnej do 5 dnia jej trwania zmobilizowano:
- szwadron marszowy nr 1 Podolskiej Brygady Kawalerii (6 pułku ułanów),
- uzupełnienie marszowe szwadronu pionierów nr 6,
- uzupełnienie marszowe szwadronu łączności nr 6,
- Ośrodek Zapasowy Podolskiej Brygady Kawalerii, do 7 dnia jej trwania[16].

6 pułk ułanów mobilizował swoje szwadrony w okolicznych wsiach. 29 sierpnia 1939 mobilizacja została zakończona, a pułk osiągnął gotowość marszową. 30 sierpnia w Stanisławowie i Chryplinie 6 puł. został załadowany do transportów kolejowych i wyruszył w kierunku północno zachodnim trasą przez: Lwów, Kraków, Częstochowę, Koluszki i Wrześnię. 6 puł. wyładowano na stacji Czerniejewo koło Wrześni, gdzie przybył 1 września. W trakcie jazdy transporty pułku były bombardowane przez niemieckie lotnictwo, pułk nie poniósł strat.  

### Działania bojowe
W kampanii wrześniowej 1939 pułk walczył w składzie Podolskiej BK podległej Armii „Poznań” pod Uniejowem, Jankowem, Starym Polesiem, Sierakowem, Laskami i Wólką Węglową oraz brał udział w obronie Warszawy.

#### Walki osłonowe i odwrotowe w Wielkopolsce
Po wyładowaniu w Czerniejewie 6 puł. przeszedł na postój w rejonie Marzenin, Noskowo, Graby. 2 września do pułku dołączyła jako wsparcie 1 bateria 6 dywizjonu artylerii konnej. O godz.20.00 6 puł. wraz z 1/6 dak wyruszył poprzez Neklę, Siedlec, Kostrzyn, Swarzędz i Poznań nocnym marszem celem zluzowania oddziałów 14 Dywizji Piechoty zajmujących pozycje na zachodnich przedpolach Poznania. Przed świtem 3 września zajął rejon Skórze, Plewiska w odwodzie Podolskiej BK. 3 i 4 szwadrony stanęły w rejonie starych fortów jako czaty.
Zgodnie z rozkazem dowódcy Armii „Poznań” gen. dyw. Tadeusza Kutrzeby 4 września o godz.2.00 Podolska BK podjęła odwrót z rejonu Poznania przechodząc na wschodni brzeg rzeki Warty. Około godz.8.00 6 puł. dotarł do rejonu Kobyle Pole, folwark Zawada, stanowił odwód dowódcy Podolskiej BK. Na zachodnim brzegu Warty pozostał 3 szwadron w forcie jako wysunięte ubezpieczenie brygady. Po zapadnięciu zmroku 4 września na rozkaz dowódcy armii brygada podjęła dalszy marsz do lasów na północ od Nekli. 6 puł. z 1/6 dak miał zadanie zamknąć szosę na Gniezno obsadzając wieś Wierzyce na ubezpieczonym postoju. Przy odejściu z linii Warty wysadzono mosty na Warcie. Pułk przybył do wsi Wierzyce 5 września przed świtem. Tego dnia o godz.22.00 rozpoczęto dalszy marsz przez lasy powidzkie do Kleczewa. 6 września rano, po 40 kilometrowym marszu 6 puł. wraz z 1/6 dak osiągnął rejon postoju: Słowikowo, Przybrodzie, Zieleń. Pułk został zbombardowany przez niemieckie lotnictwo, w wyniku nalotu rannych zostało 2 ułanów. Pułk ubezpieczał brygadę od północnego zachodu, obsadzając szwadronami przesmyki jezior.  
Przed zmrokiem 6 września oddziały Podolskiej BK wyruszyły w rejon Ślesina. Rozkazem dowódcy armii, dowódcy Podolskiej BK płk. dypl. Leonowi Strzeleckiemu podporządkowano Poznańską Brygadę Obrony Narodowej. Po uciążliwym marszu pułki dotarły w rejon Sompolno, Babiak. 7 września o świcie 6 puł. 1/6 dak stanął na postój w lesie Nykiel, 5 kilometrów na zachód od Sompolna. Z uwagi na zagrożenie przejścia niemieckiej kolumny zmotoryzowanej na północny brzeg rzeki Bzury w Łęczycy i odcięcia drogi Armii „Poznań” na Warszawę. W związku z tym, gen. Tadeusz Kutrzeba podjął decyzję o koncentracji i przegrupowaniu armii. Podolska BK otrzymała rozkaz przegrupowania się na południowo zachodnie skrzydło armii. Wieczorem 7 września Podolska BK podjęła marsz w okolice Dąbia.   

#### Udział pułku w bitwie nad Bzurą
8 września rano 6 puł. wraz z 1/6 dak znalazł się w lesie Nowiny Brdowskie, 5 kilometrów ma południe od Brdowa. 8 września wieczorem Podolska BK weszła w skład Grupy Operacyjnej Kawalerii pod dowództwem gen. bryg. Stanisława Grzmota-Skotnickiego, która miała wspierać od strony zachodniej uderzenie Grupy Operacyjnej gen. bryg. Edmunda Knolla-Kownackiego. Wieczorem 8 września pułk otrzymał rozkaz marszu do lasów Ladorudź, maszerował trasą Bylice, Barłogi, Tarnówka na stanowiska wyjściowe do natarcia. 6 puł. 9 września o świcie przebywał w lesie Ladorudź w rejonie leśniczówki Ladorudź-Ladorudźek. Podczas postoju pułk został zbombardowany przez lotnictwo niemieckie, poległo 3 ułanów. 
Będąc w składzie Grupy Operacyjnej Kawalerii gen. Grzmota-Skotnickiego o godz.22.00 9 września wyruszył do natarcia na Uniejów. Trudności z łącznością spowodowały, że dopiero przed północą przekroczył most na Nerze w Dąbiu, a o 1.00 dotarł na wysokość kolonii Orzeszków. Pułk maszerował w szyku konnym. W straży przedniej maszerował wzmocniony 3 szwadron. Przed 6 puł. jak się okazało maszerował 6 szwadron kolarzy w kierunku Uniejowa, który nie czekając na opóźniony 6 pułk ułanów samodzielnie podążył do Uniejowa. W rejonie cmentarza w Uniejowie został on ostrzelany silnym ogniem broni maszynowej przez pododdział niemieckiej 221 Dywizji Piechoty. W wyniku czego poniósł on znaczne straty w poległych, rannych i został rozbity, utracono 4 karabiny przeciwpancerne i wszystkie rowery. 10 września o godz.1.00 6 puł. w rejonie kolonii Orzeszków napotkał rozbitków z 6 szwadronu kolarzy brygady. Tu dowódca pułku, ze względu na utratę atrybutu zaskoczenia, zdecydował się na klasyczne natarcie. 3 szwadron rtm. Stanisława Hellera miał nacierać wzdłuż drogi Dąbie–Uniejów, a 2 szwadron rtm. Józefa Staniszewskiego wzdłuż Warty przez Kościelnicę. Pozostałe szwadrony miały wykonać manewr obejścia. 1 bateria 6 dak zajęła stanowiska ogniowe na skraju kolonii Orzeszków, z zadaniem wsparcia natarcia 3 szwadronu. Nacierający 3 szwadron dostał się pod silny ostrzał broni maszynowej z cmentarza. Natarcie zaległo, gdyż szwadron znalazł się na otwartym terenie od strony północnej Uniejowa. Poległo dwóch ułanów, a ciężko ranny został dowódca plutonu ckm ppor. Alfred Roliński. Pomimo ponownego poderwania do natarcia 3 szwadronu przez rtm. Czesława Pomorskiego, nie uzyskano powodzenia i poniesiono dalsze straty. 1 bateria 6 dak z uwagi na ciemności prowadziła ostrzał przy pomocy koordynat z mapy, w związku z tym ostrzelano rynek Uniejowa, dezorganizując przy tym, przygotowywany niemiecki kontratak. Po rozwidnieniu się, bateria skutecznie ostrzelała stanowiska niemieckie na cmentarzu, obezwładniając ich obsadę. Posuwający się na prawym skrzydle 2 szwadron rtm. Józefa Staniszewskiego nie spotkał się początkowo z większym oporem i po spędzeniu z północnego skraju Kościelnicy placówki niemieckiej, dotarł do pierwszych zabudowań Uniejowa. Przez dłuższy czas prowadził walki o budynki w Uniejowie spychał niemiecką obronę w kierunku mostu. Reagując na zmieniającą się sytuację, dowódca pułku wprowadził do walki 1 szwadron i nakazał mu przejść przez Brzeziny do Felicjanowa i uderzyć na Uniejów od północnego wschodu. Dzięki skutecznemu wsparciu artylerii natarcie 3. i 1 szwadronu zakończyło się sukcesem i ułani weszli do miasta od wschodu, wspólnymi siłami zdobyto cmentarz. Chwilę później 2 szwadron dotarł do wysadzonego mostu i odciął Niemcom odwrót po przęsłach zniszczonego mostu na zachodni brzeg Warty. Toczono zacięte walki na ulicach miasta i o budynki. Niemcy, pozostawiając wielu zabitych, rannych i dużo sprzętu, wycofali się bezładnie na południe, a część na zachód, wpław przez Wartę. Oczyszczanie miasta nie niedobitków trwało do godz.8.00 10 września. W trakcie walk poległo 25 ułanów, w tym ppor. Jan Próchnicki, wielu ułanów odniosło rany. Uwolniono z niemieckiej niewoli grupę jeńców głównie z 29 pułku Strzelców Kaniowskich. Wzięto do niewoli 27 jeńców niemieckich, w walce strona niemiecka utraciła do 120 żołnierzy zabitych. Zdobyto 3 armaty przeciwpancerne, 2 moździerze, 12 karabinów maszynowych, 11 samochodów ciężarowych z amunicją i żywnością, kilka motocykli i około 300 rowerów. Dowódca 6 pułku płk Stefan Liszko przystąpił do organizowania obrony na linii Warty oraz wzdłuż południowego skraju miasta. W rejon obrony przyjechał też 62 dywizjon pancerny. 
Przed południem dowództwo GO Kawalerii przeniosło się do Wartkowic. Gen. Grzmot-Skotnicki około godz.10.00 rozkazał dowódcy 6 pułku ułanów pozostawić do osłony Uniejowa jeden ze szwadronów, a z resztą sił przejść do Wartkowic. W południe, w trakcie przygotowania szwadronów do marszu, pod Uniejów podszedł od strony Popowa niemiecki 350 pułk piechoty, a artyleria nieprzyjaciela rozpoczęła ostrzeliwanie polskich stanowisk obronnych. Dowódca pułku poprosił dowódcę GO o zmianę rozkazu i zgodę na obronę Uniejowa siłami całego 6 pułku. Zgody takiej nie uzyskał i około godz.16.00 wyszedł z miasta z pułkiem w kierunku Wartkowic. Wykorzystał to nieprzyjaciel i bez większego wysiłku wyparł na wschód pozostawiony w Uniejowie 2 szwadron rtm. Staniszewskiego, który wycofał się w kierunku Wartkowic. Efekt zwycięstwa 6 puł. został zaprzepaszczony błędną decyzją gen. bryg. Stanisława Grzmota-Skotnickiego. 
10 września o godz.20.00 6 puł. wraz z 1/6 dak dotarł do Wartkowic i po odpoczynku podjął dalszy marsz do Ignacewa Parzęczewskiego. O świcie 11 września pułk osiągnął Ignacew Parzęczewski, z którego rano wysłano 3 szwadron na rozpoznanie w kierunku Zgierza. Stwierdzono obecność niemieckich oddziałów w rejonie wzg. 243 koło Bibianowa na zachód od Ozorkowa. 6 pułk ułanów o godz.16.30 przeszedł do Swobody Górnej koło Parzęczewa. Z uwagi na pojawienie się głównych sił niemieckiej 221 DP na wschodnim brzegu Warty, na wniosek gen. bryg. Grzmota-Skotnickiego dowódca armii zgodził się wstrzymać rajd na oddziały niemieckie w rejonie Ozorków, Zgierz i rozkazał wyrzucić oddziały niemieckie za Wartę, jako wsparcie uzyskał kawalerię dywizyjną 25 Dywizji Piechoty.
O godz.20.00 6 puł. z 1 baterią 6 dak został przegrupowany do dworu Leźnica Wielka obok szosy Łęczyca-Wartkowice, gdzie przygotowywał się do natarcia. O świcie 12 września 6 puł. wsparty KD 25 DP rozpoczął natarcie w kierunku Janków, Chodów, las Pełczyska. Natarcie prowadziły 1, 3 i 4 szwadrony, od zachodu ubezpieczał 2 szwadron, wsparcie artyleryjskie zapewniała 1/6 dak. Ulani 6 pułku zdobyli wieś Janków, pod wsią Chodów natarcie zostało załamane. Pojawienie się niemieckiej broni pancernej na przedpolu natarcia pułku oraz silny ostrzał artylerii niemieckiej, spowodował że 6 puł. wycofał się na linię rzeki Gnida. 6 puł. wsparty KD 25 DP zajął obronę na linii Gnidy w rejonie Jankowa. 6 puł wraz z KD 25 DP, 6 szwadronem kolarzy i 31 samodzielną kompanią czołgów rozpoznawczych, przegrupował się do wsi Grzymałów, skąd przy wsparciu 1/6 dak przygotowywał się do powtórnego natarcia. Z uwagi na zmianę koncepcji natarcia obu armii i planowanego uderzenia na Łowicz i Skierniewice, nastąpiła zmiana zadań dla Podolskiej BK i całej GO gen. Grzmota-Skotnickiego.
GO Kaw. gen. Grzmota-Skotnickiego miała odejść w kierunku Łęczycy i Sierpowa. O godz.18.00 6 puł. wraz z 1/6 dak odmaszerował do Łęczycy i zajął obronę na południowym skraju miasta, miasto było objęte bombardowaniami lotniczymi. 13 września o godz.2.00 pułk rozpoczął odwrót na północny brzeg Bzury, gdzie na północ od Dąbia stanął na postój i stanowił tam odwód Podolskiej BK. 14 września o świcie ułani kaniowscy zajęli stanowiska w rejonie wsi Romartów przy drodze Łęczyca-Kutno. Wysłano na rozpoznanie dwa plutony: jeden w kierunku Sobótki, drugi w kierunku na Grabów, oba patrole nie stwierdziły obecności oddziałów niemieckich. O godz. 17.30 6 p uł. przegrupował się w rejon Witoni i zorganizował obronę na linii rzeki Ochnia. Niepowodzenie natarcia na Skierniewice, wymusiło wykonanie nowego natarcia na Sochaczew głównych sił armii, pomocnicze natarcie w kierunku Puszczy Kampinoskiej powierzono Podolskiej BK i Wielkopolskiej Brygady Kawalerii zorganizowanej w Grupę Operacyjną Kawalerii gen. bryg. Romana Abrahama.     
Późnym wieczorem 14 września Podolska BK otrzymała rozkaz wykonania 70 kilometrowego marszu do rejonu Bud Starych. 6 puł. miał maszerować samodzielnie, na południe od kolumny głównej brygady. Trasa marszu pułku wiodła poprzez: Witonię, Żychlin, Model, Sanniki, Iłów, Budy Stare. Pułk jak i brygada miał wykonać marsz w dzień i w nocy przy dominacji lotnictwa niemieckiego, przez częściowo odkryty teren i po zatłoczonych drogach przez oddziały wojska, tabory i cywilnych uchodźców. Pułk wyruszył 15 września o godz.6.00, w trakcie marszu 15 września był trzykrotnie atakowany przez lotnictwo niemieckie: w drodze do Żychlina, drugi raz podczas przejścia przez Żychlin, trzeci raz o godz.16.30 w trakcie przekraczania po wąskiej grobli rzeki Słudwi w pobliżu miejscowości Model. Bombardowania odbyły się bez strat pułku, kilkugodzinny odpoczynek przypadł w lasach na północ od Luszyna. Dalszy marsz odbył się w godzinach nocnych. 16 września o godz.7.00 ułani kaniowscy osiągnęli lasy w rejonie Bud Starych i miejscowości Biała Góra. Po otrzymaniu dalszych rozkazów o godz.18.00 6 puł. wyruszył na czele kolumny głównej brygady z Białej Góry przez Marysin do przeprawy na Bzurze w rejonie folwarku Witkowice. O godz.22.00 pułk przeprawił się brodem przez Bzurę, następnie przeszedł do lasów na jej wschodnim brzegu i we wsi Famułki Królewskie zatrzymał się na nocny postój.         

#### Walki pułku w Puszczy Kampinoskiej
17 września 1939 o świcie 6 puł. wyruszył północnym skrajem Puszczy Kampinoskiej z Famułek Królewskich na Krubiczew i Polesie Stare, około godz.10.00 dołączyła 1/6 dak. Maszerujący w straży przedniej 4 szwadron, czołowym plutonem dostał się pod silny ostrzał niemieckiej broni maszynowej z miejscowości Polesie Stare. Poległo kilku ułanów, wśród nich por. Ernest Müller. Natarcie spieszonego 4 szwadronu wzdłuż drogi ze wsparciem plutonu ckm nie powiodło się. Decyzją płk. Stefana Liszko rozwinięto do natarcia i spieszono 1 i 3 szwadrony na prawo od drogi, o godz.11.30 wszystkie trzy szwadrony wyruszyły do natarcia. W momencie wyjścia na otwartą przestrzeń szwadrony zostały zaatakowane przez niemieckie lotnictwo, które ostrzelało nacierających ułanów, z rejonu kolonii Piaski Duchowne dodatkowo nieprzyjaciel rozpoczął ostrzał z broni maszynowej. Poległo wielu ułanów, wśród nich niosący pomoc rannym, kpt. lek. dr Bohdan Paszko oraz trzech podchorążych młodego rocznika. Ze względu na okoliczności dowódca pułku przerwał natarcie i wycofał szwadrony do lasu. Wysłano patrol konny skrajem lasu z 3 szwadronu, który stracił ułana i się wycofał. Po przegrupowaniu szwadronów i wysunięciu szwadronu ckm oraz 1 baterii 6 dak na skraj lasu, o godz.15.00 przy skoncentrowanym ogniu wsparcia, trzy szwadrony pułku podjęły ponowne natarcie, po przebyciu otwartego terenu szwadrony uchwyciły pierwsze budynki wsi Polesie Stare i tocząc zacięte walki zdobyły większość wsi. O godz.17.30 gdy miał wyruszyć do wsparcia natarcia pułku 2 szwadron, stanowiska wyjściowe ponownie zaatakowało lotnictwo niemieckie. W wyniku bombardowania i ostrzału z broni pokładowej będące w zagajniku i lesie pozostałe pododdziały pułku poniosły znaczne straty. Poległo wielu ułanów, wśród nich ppor. Aleksander Dzieduszycki. Zostało zabitych wiele koni, w tym 3/4 koni 1 baterii 6 dak. W efekcie 2/6 puł. nie wszedł do walki. Do godz.22.00 pułk prowadził walkę ogniową z oddziałem wypartym z Polesia Starego, a następnie pod osłoną 3 szwadronu wycofał się do kolonii Krubiszew. Skąd zgodnie z rozkazem gen. bryg. Romana Abrahama odszedł wraz z 1/6 dak w kierunku południowym, aby dołączyć do kolumny głównej GOKaw. Łącznie w walkach pod Polesiem Starym poległo, głównie od nalotów ponad 50 ułanów, wielu zostało rannych.
6 pułk ułanów po nocnym odpoczynku, bez 3 szwadronu w lasach na północ od Cisowa, 18 września o godz.6.00 w rejonie Sowiej Woli dołączył do Podolskiej BK. 3/6 puł. w nocy maszerując jako straż tylna pułku odłączył się. Podolska BK maszerowała poprzez Cybulice Duże na Kazuń Niemiecki, w rejonie Czeczotki brygada dostała się pod ostrzał niemieckiej artylerii ciężkiej, spod którego zmuszona była uciec galopem w szykach luźnych. Z okolic Kazunia Podolska BK zgodnie ze wskazówkami z Modlina podjęła marsz przez Małocice i Adamówek i osiągnęła rejon Adamówek, Palmiry o godz.14.00, gdzie po samodzielnym marszu dołączył do pułku 3 szwadron, a brygada do GOKaw. Po zmroku idące obok siebie obie brygady dotarły w pobliże Pociechy. O godz.23.00 w rejon Pociechy dotarł 6 puł., który natychmiast został skierowany do wsparcia natarcia na Sieraków. Na Sieraków prowadził natarcie 15 pułk ułanów, a 6 puł. miał oskrzydlić niemiecką obronę Sierakowa i osłonić od wschodu i północnego wschodu natarcie 15 puł. Natarcie 15 puł. załamało się na skraju Sierakowa w ogniu artylerii, gdzie przeszedł do obrony. 6 puł. zajął stanowiska obronne na północno wschodnim skrzydle ułanów poznańskich. W nocy 18/19 września trwały walki o zdobycie Sierakowa, aż do rana 19 września. W trakcie tych walk 6 puł. w rejonie Smolarza powstrzymał nacierające od strony północno wschodniej niemieckie zmotoryzowane oddziały rozpoznawcze. 
Dowództwo GO Kaw. podjęło dalsze działania zaczepne poprzez natarcie na Laski, wysłano też rozpoznanie z 1 szwadronu 6 puł. w kierunku Izabelina. 6 puł. i 15 puł. miał ubezpieczać natarcie od wschodu w rejonie lasu Smolarz, Łuże, Wólka Węglowa. 6 pułk był rozwinięty na wschód od Zakładu Ociemniałych w Laskach z 3 szwadronem w odwodzie. Po otrzymaniu nowych rozkazów dowódca pułku wysłał część pułku pod dowództwem rtm. Władysława Domiszewskiego w rejon Łuże, Wólka Węglowa. Po zluzowaniu przez 14 pułk ułanów, reszta pułku pod dowództwem rtm. Pomorskiego miała dołączyć w rejon Łuże. Natarcie na Laski 9 pułku ułanów i 17 pułku ułanów nie powiodło się, wobec czego do ponownego natarci został skierowany 7 pułk strzelców konnych wsparty odwodowym 3 szwadronem 6 puł., którego osobiście zadysponował gen. Abraham. 3/6 puł. ubezpieczał bezpośrednio natarcie 7 psk od strony Izabelina. Natarcie zaległo w silnym ogniu artylerii niemieckiej i broni maszynowej, doszło tylko na przedpole Lasek. Wyprowadzano niemieckie kontrataki ze wsparciem czołgów, przy odpieraniu których poniesiono straty. W tym czasie część 6 puł. pod dowództwem rtm. Czesława Pomorskiego prowadziła zacięte walki obronne na wschód od Zakładu Ociemniałych w Laskach oczekując zluzowania przez 14 puł., który nie dokonał luzowania ponieważ otrzymał inne zadanie. W walkach w rejonie Lasek 6 pułk ułanów doznał dotkliwych strat osobowych. Wśród poległych był rtm. Józef Staniszewski, wśród rannych rtm. Stefan Kajderowicz i por. Stanisław Rogowski.  
Z uwagi na brak możliwości przełamania niemieckich linii obrony w Laskach i przybywania w rejon walk następnych niemieckich oddziałów, gen. Abraham rozkazał przerwać dalsze natarcie na Laski. Skierowano główne siły GO Kaw. w kierunku na Wólkę Węglową, Młociny i do Warszawy. W ślad za 14 puł., który przebił się przez linie niemieckie w szyku konnym pod Wółką Węglową do Warszawy. Zgodnie z rozkazem rozpoczęto marsz w kierunku Warszawy. O godz.21.00 6 puł. wyruszył w kierunku Warszawy w trzech niezależnie maszerujących pododdziałach. Dwa maszerowały spieszone, szwadron ckm przy którym znajdował się dowództwo pułku szedł na północ od Wólki Węglowej w kierunku na Młociny. Zgrupowanie 6 puł. z większością pułku pod dowództwem rtm Pomorskiego i rtm. Kajderowicza maszerowało pieszo i przedzierało się lasami na południe od Wólki Węglowej. 3 szwadron wraz z koniowodnymi i taborami pułku pod dowództwem rtm. Stanisława Hellera przebijało się w szyku konnym.  

#### W obronie Warszawy
20 września w godzinach od 6.00 do 10.00 poszczególne zgrupowania 6 pułku ułanów dotarły do Warszawy. Jako pierwsze zgrupowanie rtm. Czesława Pomorskiego dotarło do Warszawy maszerując za 9 puł., następnie szwadron ckm z rtm. Władysławem Domiszewskim i płk. Stefanem Liszko, jako ostatnie zgrupowanie 3 szwadronu z rtm. Stanisława Hellera, do którego dołączyły działony 6 dak. Pułk zbierał się na terenie Centralnego Instytutu Wychowania Fizycznego, wypoczywając porządkując szeregi, oporządzając konie, naprawiając sprzęt i uzbrojenie, wydano ciepłe posiłki, których nie było od wielu dni. 21 września pułk przeszedł do koszar 1 pułku szwoleżerów przy ul. Podchorążych. 22 września zgodnie z rozkazem gen. Abrahama zreorganizowano 6 pułk ułanów: z 2 i 3 szwadronów oraz plutonu ckm sformowano 1 zbiorczy szwadron pod dowództwem rtm. Hellera i wcielono go w skład 14 puł., z 1 i 4 szwadronów i plutonu ckm sformowano 2 zbiorczy szwadron pod dowództwem rtm. Domiszewskiego i skierowano go do 9 puł. Z ułanów bez koni sformowano szwadron pieszy i wcielono w skład zgrupowania nadwyżek pułkowych pod dowództwem ppłk dypl. Święcickiego. Płk. Liszko przeszedł do dyspozycji Dowództwa Obrony Warszawy. 23 września z obu brygad utworzono Zbiorczą Brygadę Kawalerii, lecz nazajutrz zrezygnowano z wysyłania jej poza Warszawę. 24 września 2 zbiorczy szwadron został skierowany na stanowiska obronne koło ul. Górskiego naprzeciwko Lasku Sieleckiego. Kombinowany szwadron pod dowództwem por. Stanisława Zeitlebena-Czerwińskiego sformowany z ułanów 9 pułku i plutonu 6 pułku obsadził rejon Fortu Dąbrowskiego, bronił on pod ostrzałem niemieckiej artylerii, powierzonej pozycji odpierając kilka niemieckich ataków. Po godz.16.00 szwadron por. Zeitlebena-Czerwińskiego został zluzowany, a pluton 6 puł. pod dowództwem ppor. Edmunda Pawlickiego zajął obronę wzdłuż ul. Flisaków i Obserwatorów. 26 września pluton ten przeszedł do odwodu. Przed południem tego dnia 2 szwadron zbiorczy rtm. Domiszewskiego wraz z 9 puł. obsadził ul. Piusa XI. 
28 września w związku z kapitulacją Warszawy oddziały Zbiorowej BK zebrano na terenie koszar 1 pszw., gdzie prowadzono wszystkie czynności administracyjne związane z zakończeniem walk. 29 września na zbiórce na dziedzińcu koszar zebrano po raz ostatni na apelu pułk o stanie: 27 oficerów, 471 szeregowych, 249 koni i 10 wozów i taczanek. W trakcie walk we wrześniu pułk stracił 9 oficerów, 335 szeregowych 591 koni. Procentowo stracił 25% oficerów, 42% szeregowych i 70% koni. Podzielono szeregowych na dwie grupy: tę, która udawała się na tereny wschodnie poza linię niemiecko-sowiecką, i tę, która pozostała na terenie okupacji niemieckiej. 30 września pułk przeszedł w szyku konnym i pieszym na rogatki miasta, gdzie zdano broń. Skąd 1 października pomaszerował z Warszawy do obozu w rejonie Błonia, gdzie przekazano konie i żołnierze odeszli do niewoli.

### Oddziały II rzutu mobilizacyjnego
Losy zmobilizowanego w I rzucie mobilizacji powszechnej, do 4 września szwadronu marszowego 6 pułku ułanów nie są znane, bardzo możliwe że pozostał w składzie Ośrodka Zapasowego Podolskiej Brygady Kawalerii w Stanisławowie.
Oddział Zbierania Nadwyżek 6 pułku ułanów stał się podstawą do mobilizacji OZ Podolskiej BK w Stanisławowie. Dowództwo nadwyżek 6 puł. sprawował pokojowy I zastępca dowódcy 6 puł. ppłk Włodzimierz Gilewski. Jego dowództwo formowano w oparciu o kadrę dowódczą 6 puł. i jego zasoby pozostałego wyposażenia, sprzętu i uzbrojenia. Dalsze losy nadwyżek zostaną omówione w artykule Ośrodek Zapasowy Podolskiej Brygady Kawalerii.
| Struktura organizacyjna i obsada personalna we wrześniu 1939 | Struktura organizacyjna i obsada personalna we wrześniu 1939 |
| Dowództwo                                                    | Dowództwo                                                    |
| ------------------------------------------------------------ | ------------------------------------------------------------ |
| dowódca pułku                                                | płk kaw. Stefan Liszko                                       |
| I adiutant i zastępca dowódcy                                | rtm. Czesław Pomorski                                        |
| oficer ordynansowy                                           | chor. Tadeusz Brablec                                        |
| oficer informacyjny                                          | rtm. Józef Staniszewski                                      |
| oficer broni                                                 | por. inż. Bronisław Kirkor-Agopsowicz                        |
| oficer przeciwgazowy                                         | ppor. Tadeusz Dietrich                                       |
| kwatermistrz                                                 | rtm. Jan Nowakowski                                          |
| oficer żywnościowy                                           | ppor. Aleksander Dzieduszycki (+17 IX 1939)                  |
| naczelny lekarz                                              | kpt. dr med. Bohdan Paszko (+17 IX 1939)                     |
| lekarz weterynarii                                           | ppor. lek. wet. Konarzewski                                  |
| kapelan                                                      | ks. Władysław Bury                                           |
| szef kancelarii pułku                                        | st.wachm. Feliks Majewski                                    |
| dowódca szwadronu gospodarczego                              | por. Lucjan Marchewka                                        |
| dowódca plutonu łączności                                    | por. Stanisław Kaczorowski                                   |
| dowódca plutonu kolarzy                                      | ppor. Adam Urbanowski                                        |
| pluton przeciwpancerny                                       | ppor. Antoni Krzysztofowicz                                  |
| 1 szwadron                                                   |                                                              |
| dowódca                                                      | por. Stanisław Alfred Rogowski (r. do 19 IX 1939)            |
| dowódca I plutonu                                            | ppor. Zdzisław Ekkert                                        |
| dowódca II plutonu                                           | ppor. Zbigniew Paciorek                                      |
| dowódca III plutonu                                          | ppor. Jan Pruchnicki (+10 IX 1939)                           |
| dowódca III plutonu                                          | ppor. Tadeusz Gliński                                        |
| szef szwadronu                                               | wachm. Zygmunt Kujawski                                      |
| 2 szwadron                                                   |                                                              |
| dowódca                                                      | rtm. Józef Staniszewski (+19 IX 1939)                        |
| dowódca I plutonu                                            | ppor. Stanisław Bentkowski                                   |
| dowódca II plutonu                                           | ppor. Edmund Pawlicki                                        |
| dowódca III plutonu                                          | ppor. Stanisław Świdziński                                   |
| szef szwadronu                                               | st. wachm. Karol Śliwiński                                   |
| 3 szwadron                                                   |                                                              |
| dowódca                                                      | rtm. Stanisław Heller                                        |
| dowódca I plutonu                                            | por. Leopold Hrycek                                          |
| dowódca II plutonu                                           | ppor. Tadeusz Gliński                                        |
| dowódca III plutonu                                          | ppor. Andrzej Wiśniewski                                     |
| szef szwadronu                                               | st.wachm. Julian Fridel-Gryglewski                           |
| 4 szwadron                                                   |                                                              |
| dowódca                                                      | rtm. Stefan Kajderowicz                                      |
| dowódca I plutonu                                            | por. Ernest Müller (+17 IX 1939)                             |
| dowódca II plutonu                                           | por. Bohdan Bohosiewicz                                      |
| dowódca III plutonu                                          | pchor. Jerzy Kostecki                                        |
| szef szwadronu                                               | st.wachm. Józef Magda                                        |
| szwadron ckm                                                 |                                                              |
| dowódca                                                      | rtm. Władysław Domiszewski                                   |
| dowódca I plutonu                                            | por. Zbigniew Dziekoński                                     |
| dowódca II plutonu                                           | ppor. Jerzy Łopuszański                                      |
| dowódca III plutonu                                          | ppor. Alfred Roliński (r. do 10 IX 1939)                     |
| szef szwadronu                                               | st.wachm. Stanisław Rogalski                                 |

### Kawalerowie Virtuti Militari
Żołnierze pułku odznaczeni Orderem Wojennym Virtuti Militari za kampanię wrześniową 1939 roku:
- Krzyżem Złotym – rtm. Kajderowicz Stefan
- Krzyżem Srebrnym – rotmistrzowie Stanisław Heller, rtm. Czesław Pomorski i rtm. Józef Staniszewski oraz podporucznicy Krzysztofowicz i Stanisław Rogowski

## Symbole pułkowe

### Sztandar
W latach 1919–1924 pułk posługiwał się sztandarem wykonanym w Odessie dla 3 pułku ułanów. 
5 maja 1924 prezydent RP zatwierdził sztandar 6 pułku ułanów.
We wrześniu 1924 w Stanisławowie minister spraw wojskowych gen. dyw. Władysław Sikorski wręczył pułkowi sztandar.
W sierpniu 2008 w czasie remontu grobu rodzinnego Jana Suzina na warszawskich Powązkach wydobyta została zalutowana łuska. 17 kwietnia 2009 w Muzeum Wojska Polskiego zalutowana łuska została otwarta, a w jej wnętrzu ujawniono sztandar pułku.

### Odznaka pamiątkowa
13 grudnia 1921 generał porucznik Kazimierz Sosnkowski zezwolił na noszenie odznak pamiątkowych wyłącznie tych, które zostały zatwierdzone przez Ministra Spraw Wojskowych lub Naczelnego Wodza. Wśród tych odznak została wymieniona odznaka pamiątkowa 6 pułku ułanów.
Odznaka o wymiarach 52x52 mm ma kształt krzyża maltańskiego o ramionach emaliowanych w barwach niebieskich proporczyków pułkowych. Na poziomych ramionach krzyża, na białych paskach umieszczono niebieskie kąty. Na środek krzyża nałożony srebrny orzeł jagielloński z tarczą niebieską na piersiach, na której wpisano numer i inicjał „6 U”. Odznaka oficerska - trzyczęściowa, wykonana w srebrze, emaliowana. Wykonawcą odznaki był Jan Knedler z Warszawy.

### Barwa
Pułk używał proporczyka ciemnoniebieskiego z białym paskiem pośrodku oraz ciemnoniebieskiego otoku. W 1927 barwę ciemnoniebieską zamieniono na błękitną.
| Proporczyk | Opis                                                                       |
| ---------- | -------------------------------------------------------------------------- |
|            | Proporczyk (niebieski) błękitny (błękit królewski) z białym pasem pośrodku |
|            | proporczyk dowództwa w 1939.                                               |
|            | proporczyk 1 szwadronu w 1939.                                             |
|            | proporczyk 2 szwadronu w 1939.                                             |
|            | proporczyk 3 szwadronu w 1939.                                             |
|            | proporczyk 4 szwadronu w 1939.                                             |
|            | proporczyk 5 szwadronu ckm w 1939.                                         |
|            | proporczyk plutonu łączności w 1939.                                       |
| Inne       | Opis                                                                       |
|            | na czapce rogatywce – otok błekitny                                        |
|            | Szasery ciemnogranatowe, lampasy błękitne, wypustka błękitna               |
|            | „Łapka” (do 1921) – karmazynowa                                            |

### Żurawiejki
| Dumna mina, a łeb pusty, to jest pułk ułanów szósty.                       | Zawsze wesół i beztroski, to jest szósty pułk Kaniowski. | Nigdy trzeźwi, zawsze wlani, to Kaniowscy są ułani. |
| Cienkie nogi a brzuch pusty, to ułanów jest pułk szósty.                   | Dzielna mina, tęga głowa, ułani ze Stanisławowa.         | Sławny mitaż pod Jazłowcem, zasłużyli te mirowce.   |
| Po każdej zwrotce: Lance do boju, szable w dłoń, bolszewika goń, goń, goń! |                                                          |                                                     |

## Kaniowscy ułani

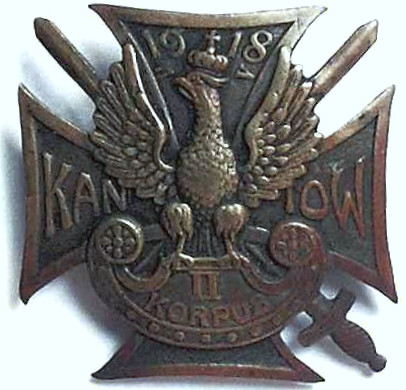
Odznaka pamiątkowa Związku Kaniowczyków

### Dowódcy i zastępcy dowódcy pułku
| Stopień, imię i nazwisko                | Okres pełnienia służby   | Kolejne stanowisko                     |
| Dowódcy pułku                           | Dowódcy pułku            | Dowódcy pułku                          |
| --------------------------------------- | ------------------------ | -------------------------------------- |
| ppłk Stefan Grabowski                   | 17 XII 1917 - III 1918   |                                        |
| mjr Włodzimierz Kownacki                | 1919                     |                                        |
| płk Zdzisław Kostecki                   | 1919                     |                                        |
| ppłk Stefan Cieński                     | 1919-1920                |                                        |
| płk Stefan Grabowski                    | 1920 - 30 V 1924         | dowódca XI BK                          |
| ppłk kaw. Mieczysław Rożałowski         | 20 XI 1924 – I 1928      | rejonowy inspektor koni w Katowicach   |
| ppłk dypl. kaw. Witold Radecki-Mikulicz | I 1928 - XII 1930        | wykładowca WSWoj.                      |
| płk kaw. Stefan Liszko                  | 28 I 1931 - IX 1939      |                                        |
| Zastępcy dowódcy pułku                  |                          |                                        |
| ppłk kaw. Władysław Puchalski           | 1923                     |                                        |
| mjr kaw. Władysław II Müller            | p.o. 1924                |                                        |
| mjr kaw. Roman Kazimierz Węgłowski      | V – VIII 1926            |                                        |
| ppłk kaw. Roman Józef Safar             | VIII 1926 – 22 III 1929  | dowódca 21 puł                         |
| ppłk kaw. Stefan Liszko                 | 23 VIII 1929 - 28 I 1931 | dowódca 6 puł                          |
| mjr kaw. Stefan Skarżyński              | od 28 I 1931             |                                        |
| ppłk kaw. Włodzimierz Gilewski          |                          | zastępca dowódcy OZ Kaw. „Stanisławów” |

### Żołnierze 6 pułku ułanów - ofiary zbrodni katyńskiej
Biogramy ofiar zbrodni katyńskiej znajdują się między innymi w bazach udostępnionych przez Ministerstwo Kultury i Dziedzictwa Narodowego oraz Muzeum Katyńskie.
| Nazwisko i imię       | stopień              | zawód      | miejsce pracy przed mobilizacją  | zamordowany |
| --------------------- | -------------------- | ---------- | -------------------------------- | ----------- |
| Dobrowolski Kazimierz | podporucznik rezerwy | nauczyciel | kier. szkoły w Tuchli            | ULK         |
| Głuszek Stanisław     | podporucznik rezerwy |            |                                  | Katyń       |
| Heydel Franciszek     | rotmistrz rezerwy    |            | wł. majątku Beremiany            | Charków     |
| Horodyski Ludwik      | rotmistrz            |            |                                  | ULK         |
| Niewiarowski Rudolf   | podporucznik rezerwy |            | właściciel pensjonatu w Jaremczy | ULK         |